# 加方乡
加方乡，是中华人民共和国广西壮族自治区南宁市马山县下辖的一个乡镇级行政单位。加方乡位于马山县东部的大石山乡人民政府驻加方圩，距县城42千米。东与忻城县北更乡、上林县镇圩乡接壤，西与古寨乡相联，南与上林县镇圩乡隔河相望，北与里当乡、金钗镇毗邻。全乡共辖17个行政村，443个自然屯，辖区总面积204.69平方公里，石山面积18040公顷，耕地面积1755.8公顷，其中水田148.13公顷，旱地1603.74公顷，总人口30131人，居住有壮、汉、瑶三个民族。

## 行政区划
加方乡下辖以下地区：
加方村、加乐村、民治村、龙开村、加春村、大陆村、龙岗村、忠党村、内双村、内金村、福兰村、加让村、琴让村、花衣村、新联村、局仲村和龙头村。

## 文化
加方是马山县民族文化的主要基地之一，传统文艺节目扁担舞、马山三声部民歌、马山精神的重要组成部分――五女隧洞精神等均发源于此。加方文艺人才辈出，享有国际声誉的画坛奇才潘立远、陈庆珠等均出自加方。此外，该乡局仲屯集民族经济、民族文化为一体，是原南宁地区民族文化示范点。